# Stefania Belmondo
Stefania Belmondo (Vinadio, 13 de janeiro de 1969) é uma esquiadora de cross-country italiana. Ela conquistou dez medalhas olímpicas no total, sendo duas de ouro, três de prata e cinco de bronze, nas quatro edições que disputou (1992, 1994, 1998 e 2002).
Nos Jogos Olímpicos de Inverno de 2006 em Turim, ela teve ela foi a responsável por acender a pira olímpica.